# Klaus Kutzer
Klaus Kutzer (* 30. Juni 1936 in Breslau; † 27. Juli 2025) war ein deutscher Jurist im Staatsdienst. Von 1982 bis 2001 war er Richter am Bundesgerichtshof.

## Leben
Kutzer trat 1966 in den Justizdienst des Landes Nordrhein-Westfalen ein. Nach Tätigkeiten als Staatsanwalt, in der Stadtverwaltung von Lippstadt sowie als Richter beim Amts- und Landgericht wurde Kutzer im Jahre 1969 an das Bundesministerium der Justiz abgeordnet.
1972 wurde er unter Versetzung in den Justizdienst des Landes Niedersachsen zum Richter am Landgericht Hannover ernannt und gleichzeitig an die Bundesanwaltschaft abgeordnet. 1973 wurde Kutzer sodann an die Bundesanwaltschaft versetzt und zum Oberstaatsanwalt beim Bundesgerichtshof ernannt.
1975 wurde Kutzer wiederum Landesbeamter in Niedersachsen und als Leitender Oberstaatsanwalt Leiter der Staatsanwaltschaft Göttingen.
1982 erfolgte die Ernennung Kutzers zum Richter am Bundesgerichtshof. Das Präsidium wies ihn dem 3. Strafsenat zu, dem er während der gesamten Zeit seiner Zugehörigkeit zum Bundesgerichtshof, ab 1995 als Vorsitzender – angehören sollte.
Kutzer konnte hier an seine Erfahrungen bei der Bundesanwaltschaft an, wo er aktiv an der Verfolgung der Straftaten der Baader-Meinhof-Gruppe beteiligt war, anknüpfen, ist doch der 3. Strafsenat nicht nur Revisionssenat in allgemeinen Strafsachen, sondern als Spezialsenat auch für sämtliche in die Zuständigkeit des Bundesgerichtshofs fallenden Staatsschutzsachen zuständig.
Außerdem war Kutzer von 1988 bis 1992 im Senat für Steuerberatersachen, von 1990 bis 1995 im Senat für Anwaltssachen und ab 1992 im Großen Senat für Strafsachen tätig.
Am 30. Juni 2001 trat Kutzer in den Ruhestand ein.
Klaus Kutzer leitete die von Bundesjustizministerin Brigitte Zypries im September 2003 eingesetzte Arbeitsgruppe „Patientenautonomie am Lebensende“. Die Arbeitsgruppe befasste sich mit Fragen der Verbindlichkeit und Reichweite von Patientenverfügungen und hat am 10. Juni 2004 ihren Abschlussbericht vorgelegt.